# Batalla de les Dunes (1658)
La batalla de les Dunes o de Dunkerque va tenir lloc el 14 de juny de 1658 i va enfrontar l'exèrcit anglo-francès, sota el comandament d'Enric de La Tour d'Auvergne, vescomte de Turena, contra l'exèrcit espanyol sota el comandament de Joan Josep d'Àustria i Lluís II de Condé.

## Context
El 1635, durant la Guerra dels Trenta Anys, les hostilitats entre la França de Lluís XIII de França i Richelieu i l'Espanya de Felip IV van desembocar obertament en la guerra franco-espanyola. Al mateix temps, la rivalitat comercial entre Espanya i la Commonwealth d'Anglaterra, sota el Protectorat d'Oliver Cromwell, va conduir el 1655 a la guerra anglo-espanyola. El rei anglès Carles II, des del seu exili a Flandes, estava aliat amb les forces espanyoles.
El maig de 1657 Anglaterra i França (ja sota el regnat de Lluís XIV i el govern del cardenal Mazzarino) van signar el tractat de París, pel qual ambdós es comprometien a col·laborar militarment contra les tropes espanyoles dels Països Baixos espanyols.

## Batalla
El maig de 1658, 20.000 homes de l'exèrcit francès amb el suport de 6.000 soldats anglesos van assetjar Dunkerque, defensada per 2.200 soldats d'infanteria i 800 a cavall dirigits per Willem Bette, marquès de Leyden. L'exèrcit espanyol de Flandes amb uns 15.000 homes va emprendre la marxa en ajuda de la plaça assetjada, arribant a les posicions franceses el 13 de juny, cansats, dividits i sense artilleria ni subministraments. Les seves forces estaven separades en dos grups: a la dreta l'exèrcit espanyol i a l'esquerra el cos de guàrdies suïssos dirigit per Condé. Comptaven amb el suport de les tropes angleses i irlandeses lleials a Carles II d'Anglaterra, dirigides pel germà d'aquest, el duc de York.
Havent rebut bona informació dels seus espies i deixant alguns homes per continuar el setge, Enric de La Tour d'Auvergne, vescomte de Turena, avançà a la trobada de l'exèrcit espanyol amb 15.000 soldats. Aquesta maniobra, desenvolupada el 14 de juny, va portar al combat, que tingué lloc a les dunes de Leffrinckoucke.
L'enfrontament, que va durar prop de dues hores, va acabar amb la derrota de les forces espanyoles, que van perdre prop de 6.000 homes, incloent-hi de 3.000 a 4.000 presoners, enfront dels 4.300 de l'exèrcit francès, que va ser recolzat per les tropes i la marina anglesa.

## Conseqüències
La derrota va suposar la presa de Dunkerque per part de l'exèrcit anglo-francès. Després de la victòria, Enric de La Tour d'Auvergne fou nomenat mariscal de França. Per a alguns historiadors va ser la batalla de les Dunes i no la batalla de Rocroi la que marcà la fi de la supremacia dels terços espanyols.
El 7 de novembre de 1659 el Tractat dels Pirineus segellaria la pau i posaria fi a vint-i-quatre anys de guerra entre el Regne de França i Espanya.